# (471109) Vladobahýl
(471109) Vladobahýl es un asteroide perteneciente al cinturón de asteroides, descubierto el 12 de febrero de 2010 por S. Kürti desde el iTelescope Observatory (Mayhill), Mayhill (Nuevo México), Estados Unidos.

## Designación y nombre
Designado provisionalmente como ladobahýl. Fue nombrado Vladobahýl en honor al profesor eslovaco Vladimír Bahýl, Profesor Emérito Asociado de la Universidad Técnica de Zvolen, construyó un escáner de tomografía computarizada que se utiliza en dendrología. Además es astrónomo aficionado. Construyó su propio observatorio al que puso el nombre de su nieta, Julia.

## Características orbitales
Vladobahýl está situado a una distancia media del Sol de 2,557 ua, pudiendo alejarse hasta 2,969 ua y acercarse hasta 2,146 ua. Su excentricidad es 0,160 y la inclinación orbital 4,760 grados. Emplea 1494,32 días en completar una órbita alrededor del Sol.

## Características físicas
La magnitud absoluta de Vladobahýl es 17,3.